# 아딜 갈리아흐메토프
아딜 카즈베코비치 갈리아흐메토프(카자흐어: Әділ Қазбекұлы Ғалиахметов 애딜 카즈베쿨르 갈리아흐메토프, 러시아어: Ади́ль Казбе́кович Галиахметов, 1998년 11월 16일~)는 카자흐스탄의 쇼트트랙 선수로 2022년 동계 올림픽에 참가했다.